# Hermosa yurai
Espèce
Hermosa yurai est une espèce d'araignées aranéomorphes de la famille des Salticidae.

## Distribution
Cette espèce est endémique du district de Masindi en Ouganda,. Elle se rencontre vers Budongo.

## Description
La carapace du mâle holotype mesure 3,6 mm de long sur 1,5 mm et l'abdomen 2,7 mm de long sur 1,9 mm et la carapace de la femelle paratype 3,0 mm de long sur 1,2 mm et l'abdomen 2,7 mm de long sur 1,6 mm.

## Systématique et taxinomie
Cette espèce a été décrite par Wiśniewski et Wesołowska en 2024.

## Étymologie
Cette espèce est nommée en l'honneur de Yuri M. Marusik.

## Publication originale
- Wiśniewski & Wesołowska, 2024 : « Jumping spiders (Salticidae) of Uganda – revised list, new species and distributional data. » European Journal of Taxonomy, vol. 952, p. 1-171 (texte intégral).